# Eddie Royal
William Edward „Eddie“ Royal (* 21. Mai 1986 in Alexandria, Virginia) ist ein US-amerikanischer American-Football-Spieler auf der Position des Wide Receivers. Er spielte College Football für Virginia Tech und wurde im NFL Draft 2008 von den Denver Broncos in der zweiten Runde als 42. Spieler ausgewählt. Nachdem er von 2012 bis 2014 für die San Diego Chargers aufgelaufen war, war er bis 2016 für die Chicago Bears in der National Football League (NFL) aktiv.